# Второе пришествие Стива Джобса
Второе пришествие Стива Джобса — написанная Аланом Дойчманом биография Стива Джобса. В книге описан период его работы в компании NeXT, успех в Pixar и триумфальное возвращение в Apple.